# Wolfgang Lohmann (Sportwissenschaftler)
Wolfgang Lohmann (* 31. Dezember 1930; † 17. September 2011) war ein deutscher Sportwissenschaftler und Hochschullehrer.

## Leben
Lohmann war nach dem Abschluss seines Studiums Wissenschaftlicher Assistent am Institut für Körpererziehung der Universität Leipzig, dann an der Deutschen Hochschule für Körperkultur (DHfK), wo er 1967 zum Thema „Über den Wert spezieller vorbereitender Übungen der leichtathletischen Disziplinen für den Sportunterricht und ihre Verwendung in Sportlehrbüchern für die Hand der Schüler“ promovierte. Er war am Leichtathletikinstitut der DHfK Leiter der Fachgruppe Sprung und Leiter der Forschungsgruppe Nachwuchsleistungssport. In seiner Forschungsarbeit befasste er sich unter anderem mit Aspekten der Leichtathletik-Ausbildung, mit dem Nachwuchsleistungssport, setzte sich mit der Technik in leichtathletischen Disziplinen auseinander, Im Auftrag des Deutschen Verbandes für Leichtathletik (DVfL) war Lohmann federführend für ein mehrere Jahre andauerndes Projekt zuständig, in dem eine Trainingskonzeption für das Grundlagentraining erarbeitet wurde. Im DVfL saß er in den Trainerräten für Grundlagentraining und Sprung/Mehrkampf. Für seine sportwissenschaftliche Arbeit wurde er mit dem GuthsMuths-Preis der Deutschen Demokratischen Republik ausgezeichnet.
Lohmann war bis zur Auflösung der DHfK dort 1992 tätig. Nach der Gründung des Leichtathletikverbandes Sachsen baute er den Verband als erster Lehrwart mit auf und wirkte bei der Erstellung des Programms „Kinder-Leichtathletik“ des Deutschen Leichtathletik-Verbandes (DLV) mit.
Er war Verfasser beziehungsweise Mitautor mehrerer Leichtathletiklehrbücher, darunter „Vom Laufen, Springen und Werfen“, „Trainingsprogramme Leichtathletik“ (gemeinsam mit Gunter Fritzsche), und „Leichtathletik - Trainingsprogramme Sprung: der Weg zur exzellenten Technik“ (zusammen mit Klaus-Jürgen Hempel und Gerd Schröter).